# Loxaspilates duplicata
Loxaspilates duplicata là một loài bướm đêm trong họ Geometridae.